# The Counterfeit Traitor
The Counterfeit Traitor is een Amerikaanse oorlogsfilm uit 1962 onder regie van George Seaton.

## Verhaal
De Zweedse oliemagnaat Eric Erickson stemt in met een voorstel van de geallieerden om de nazi's te bespioneren. Hij verliest zijn vrienden, omdat hij schijnbaar de kant van de Duitsers kiest. Op reis in Berlijn leert hij Marianne Möllendorf kennen, die ook voor de geallieerden werkt. Eric wordt een paar keer bijna ontmaskerd en hij moet aan boord van een vissersboot terug naar Zweden vluchten.

## Rolverdeling
| Acteur             | Personage                   |
| ------------------ | --------------------------- |
| William Holden     | Eric Erickson               |
| Lilli Palmer       | Marianne Möllendorf         |
| Hugh Griffith      | Collins                     |
| Carl Raddatz       | Otto Holtz                  |
| Ernst Schröder     | Baron Gerhard von Oldenburg |
| Charles Régnier    | Wilhelm Kortner             |
| Ingrid van Bergen  | Hulda Windler               |
| Wolfgang Preiss    | Kolonel Nordoff             |
| Werner Peters      | Bruno Ulrich                |
| Erica Beer         | Klara Holtz                 |
| Stefan Schnabel    | Officier op begrafenis      |
| Klaus Kinski       | Kindler                     |
| Erik Schumann      | Officier op kanonneerboot   |
| Poul Reichhardt    | Schipper                    |
| John Wittig        | Sven                        |
| Louis Miehe-Renard | Poul                        |
| Kai Holm           | Gunnar                      |
| Jens Østerholm     | Lars                        |
| Jørgen Krogh       |                             |
| Eva Dahlbeck       | Ingrid Erickson             |
| Ulf Palme          | Max Gumpel                  |